# Переменная типа β Цефея
Переменные типа β Цефея являются классом переменных звёзд, чья переменность определяется пульсациями их поверхности. Это однородная группа пульсирующих звёзд-гигантов, блеск которых меняется в пределах от 0,01 до 0,3 звёздной величины, периоды заключены в пределах от 0,1 до 0,6 сут, спектральные классы B0 — B3, их массы лежат в пределах от 10 до 15M⊙. У некоторых звёзд этого типа пульсационные движения в оболочках столь мощны, что возникают ударные волны. Кривые блеска подобны средним кривым лучевой скорости, но отстают от них по фазе на четверть периода, так что максимум блеска соответствует максимальному сжатию, т.е. минимальному радиусу звезды. По-видимому, в основном у этих звезд наблюдаются радиальные пульсации, но некоторые из них (V469 Персея) характеризуются нерадиальными пульсациями; для многих характерна мультипериодичность. Эти звёзды ни в коем случае нельзя путать с долгопериодическими цефеидами. В отличие от цефеид, максимум блеска у них соответствует фазе минимального радиуса звезды.
Прототипом данного класса звёзд является Альфирк (β Цефея). Его блеск меняется в пределах между +3,16m и +3,27m с периодом в 4,54 часа.

## Список основных переменных звёзд типа β Цефея
| Собственное имя | Обозначения Байера   | Спектральный класс | Видимая звёздная величина в максимуме | Амплитуда вариаций (звёздная величина) |
| --------------- | -------------------- | ------------------ | ------------------------------------- | -------------------------------------- |
| Альфирк         | Бета Цефея           | B2 III             | 3,16                                  | 0,11                                   |
| Хадар           | Бета Центавра        | B1 III             | 0,61                                  | 0,045                                  |
| Бекрукс         | Бета Южного Креста   | B0.5 IV            | 1,23                                  | 0,08                                   |
| Шаула           | Лямбда Скорпиона     | B1.5 IV            | 1,62                                  | 0,06                                   |
| Мирцам          | Бета Большого Пса    | B1 II-III          | 1,93                                  | 0,07                                   |
|                 | Эпсилон Центавра     | B1 III             | 2,29                                  | 0,02                                   |
|                 | Альфа Волка          | B1.5 III           | 2,29                                  | 0,05                                   |
| Гиртаб          | Каппа Скорпиона      | B1.5 III           | 2,41                                  | 0,01                                   |
|                 | Альфа Мухи           | B2 IV-V            | 2,68                                  | 0,05                                   |
| Декрукс         | Дельта Южного Креста | B2 IV              | 2,78                                  | 0,06                                   |
| Альгениб        | Гамма Пегаса         | B2 IV              | 2,78                                  | 0,11                                   |
|                 | Сигма Скорпиона      | B2 III + O9.5 V    | 2,86                                  | 0,08                                   |
|                 | Эпсилон Персея       | B0.5 V             | 2,88                                  | 0,12                                   |
| Иласмус         | Дельта Волка         | B1.5 IV            | 3,20                                  | 0,04                                   |